# Večplodna nosečnost
Večplodna nosečnost je vrsta nosečnosti, ko pa je plodov več. Pojav (z izrazomvečplodna brejost) je znan tudi pri samicah drugih sesalcev.
Večplodna nosečnost je posledica hkratne oploditve dveh ali več hkrati dozorelih jajčnih celic ali razdelitvie ene oplojene jajčne celice. Danes nastane večina večplodnih nosečnosti zaradi zdravljenja neplodnosti. 

## Število in pogostnost
Glede na število plodov govorimo o dvojčkih, trojčkih, četverčkih ...Najpogosteje so rojeni dvojčki, znani pa so primeri živorojenih osmerčkov. Največje število preživelih večrojencev so sedmerčki, ki so se sicer rodili leta 1998 v Teksasu kot osmerčki, vendar najmanjši otrok ni preživel. Prvič so preživeli šesterčki v Južnoafriški republiki leta 1974. V Sloveniji so preživeli in odrasli četvorčki.
V Sloveniji je bilo leta 2001 rojenih 16886 enojčkov, 519 dvojčkov in 12 trojčkov.
V splošnem je število dvojčkov približno 1/89 števila enojčkov, trojčki pa 1/89 števila dvojčkov (približno enkrat na 8000 rojstev), četverčki (približno enkrat 70.000) in tako naprej (Hellinov zakon). Zadnja leta se število večplodnih nosečnosti, večinoma zaradi zdravljenja neplodnosti, povečuje.